# Узкозубая акула
Узкозубая акула, или короткохвостая серая акула (лат. Carcharhinus brachyurus) — хищная акула семейства серых акул отряда кархаринообразных. Единственный представитель рода Carcharhinus, который встречается в основном в умеренных широтах. Отдельные популяции этих акул обитают в Северо-восточной и Юго-западной Атлантике, у берегов Южной Африки, Австралии и Новой Зеландии, в Северо-западной и Восточной части Тихого океана. Отдельные узкозубые акулы встречаются в экваториальных районах. Этот вид можно обнаружить в солоноватых устьях рек и в мелководных заливах и гаванях, в морской воде на глубине 100 м и более. Большую часть года самки живут отдельно от самцов, для этого вида характерны сезонные миграции. Это крупные акулы, достигающие 3,3 м в длину, их трудно отличить от других крупных серых акул. У них характерные узкие, крючковидные верхние зубы, межплавниковый гребень отсутствует, окраска ровного медного цвета, благодаря которой эти акулы получили англоязычное название copper shark — «медная акула».
Узкозубые акулы питаются в основном головоногими моллюсками, костистыми и хрящевыми рыбами. Эти хищники, способные развивать большую скорость, часто охотятся большими группами, используя многочисленность. У берегов Южной Африки этот вид сопровождает ход огромных косяков сардин (Sardinops sagax). Подобно другим представителям рода серых акул, узкозубая акула является живородящей. В помёте от 7 до 24 акулят, беременность наступает с интервалом в год и длится 12, а по некоторым данным 21 месяц. Эти акулы растут чрезвычайно медленно, самцы и самки достигают половой зрелости к 13—19 и 19—20 годам соответственно.
Хотя этот вид акул не входит в число особо опасных для человека, на нём лежит ответственность за ряд несмертельных нападений, в частности, на гарпунёров и купальщиков. Узкозубые акулы — ценный объект промыслового и любительского рыболовства по всему ареалу, их используют в пищу. Из-за медленного роста и темпов воспроизводства они очень склонны к уменьшению численности. В результате, Международный союз охраны природы (МСОП) оценил этот вид как близкий к уязвимому положению.

## Таксономия
Благодаря очень обширному ареалу узкозубая акула была научно описана несколько раз. Автором валидного названия является британско-немецкий зоолог Альберт Гюнтер, который упомянул о Carcharias brachyurus в 1870 году в 8 томе «Catalogue of the fishes in the British Museum». Ранее считалось, что самое раннее название — Carcharias Remotus (1865 г.) принадлежит Огюсту Дюмерилю, пока не было установлено, что описанный им экземпляр и данное ему название на самом деле относятся к черноносой серой акуле (Carcharias acronotus). Таким образом, в старой литературе узкозубую акулу часто ассоциируют с названием Carcharias remotus. Ещё более раннее название — Galeolamna greyi, данное Ричардом Оуэном в 1853 году, имеет сомнительный таксономический статус, так как оно было дано лишь на основании челюстей, ныне утраченных, которые, возможно, и не принадлежали узкозубой акуле. Современные учёные относят вид узкозубых акул к роду Carcharhinus.
Видовое название brachyurus происходит от греческих слов βραχύς — короткий и οὐρά — хвост. Англоязычное название whaler (китобой) возникло в XIX веке, его использовали экипажи тихоокеанских китобойных судов, которые наблюдали, как крупные акулы разных видов собираются вокруг туши загарпуненного кита. Этот вид также может ассоциироваться с англоязычным названием black-tipped whaler — чернопёрый китобой и новозеландский китобой, а также сокращённо зовётся bronzie (бронза). Для чёткого определения таксономии Джек Гаррик исследовал в качестве нового образца в 1982 году самку узкозубой акулы размером 2,4 м, пойманную в Уонгануи (Новая Зеландия).

## Описание

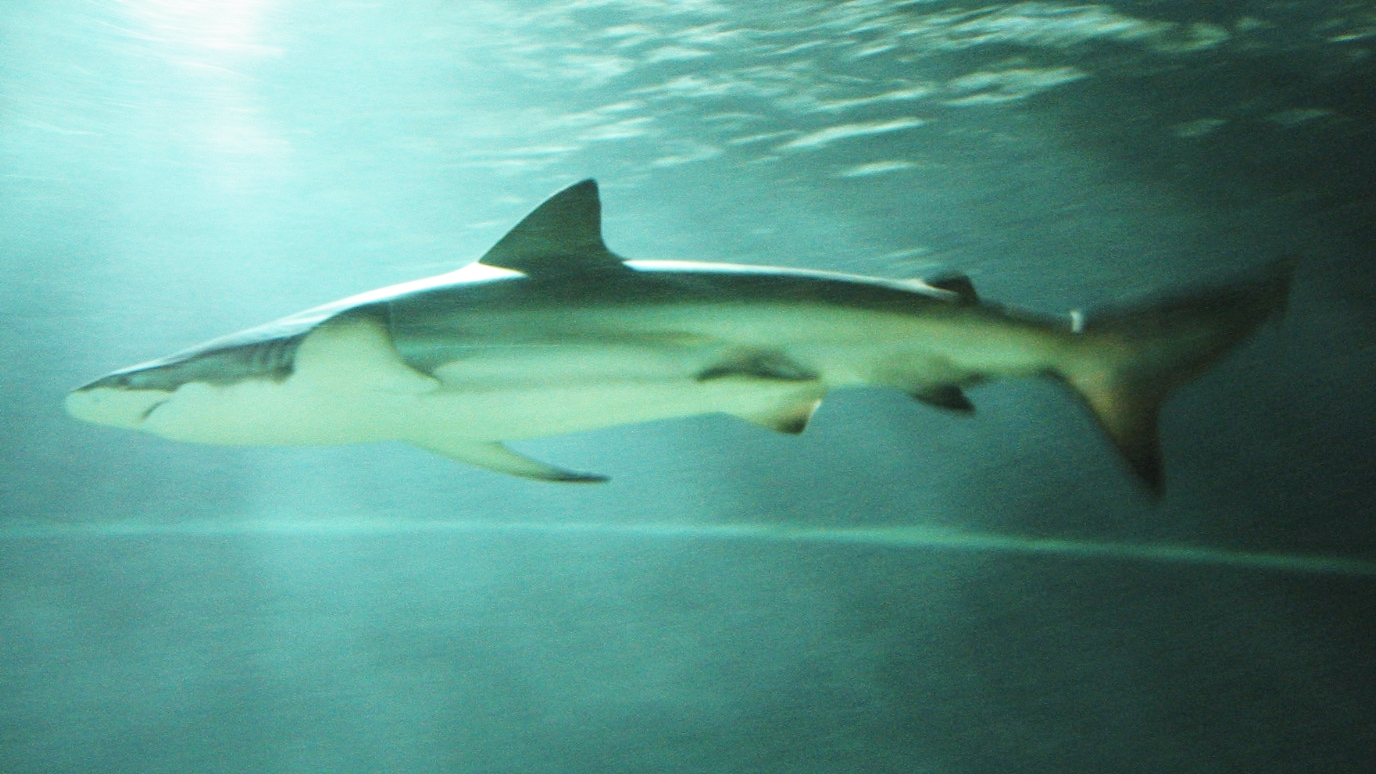
Узкозубая акула в океанариуме Морской аквариум Келли Тарлтон. Окленд, Новая Зеландия

У узкозубой акулы стройное, обтекаемое тело со слегка выгнутым профилем позади головы.. Морда длинная и заострённая, перед ноздрями есть кожистые складки. Круглые, большие глаза имеют защитную мигательную мембрану. Рот короткий, по углам рта проходят тонкие борозды. 29—35 зубов в верхнем ряду и 29—33 в нижнем. Зубы имеют зазубренные края, оканчиваются одним узким остриём; верхние зубы характерной крючковатой формы всё больше наклоняются по направлению к углам челюсти, тогда как нижние находятся в вертикальном положении. Верхние зубы взрослых самцов длиннее, уже, сильнее изогнуты, покрывающие их края зазубрины мельче, чем у взрослых самок и неполовозрелых самцов. У узкозубых акул имеется пять пар длинных жаберных щелей.
Грудные плавники большие, заострённые и серповидные. Первый спинной плавник высокий, с острой вершиной и вогнутым задним краем, его основание лежит примерно на уровне кончиков грудных плавников. Второй спинной плавник маленький и низкий, он находится напротив анального плавника. Как правило, гребень между первым и вторым спинными плавниками отсутствует. Хвостовой плавник имеет хорошо развитую нижнюю лопасть и глубокую вентральную выемку возле кончика верхней лопасти. У хвостового стебля имеется впадина. Окрас спины от бронзового до оливково-серого, с металлическим блеском, а иногда и розовым оттенком, плавники к кончикам становятся темнее; узкозубые акулы быстро теряют окраску после смерти и становятся тусклого серо-коричневого цвета. Брюхо белое, белизна распространяется по бокам. Узкозубую акулу легко принять за другие крупные виды рода Carcharhinus, особенно за тёмную акулу (Carcharhinus obscurus); отличительной чертой является форма верхних зубов и отсутствие или малозаметность межплавникового гребня и окантовки плавников. Максимальная длина составляет 3,3 м, а вес 305 кг.

## Распространение и миграции
Узкозубая акула является единственным видом рода серых акул, который обитает преимущественно в умеренном, а не в тропическом поясе, при температуре выше 12 °C. Этот вид широко распространён, но между различными региональными популяциями практически не происходит обмена. В Атлантическом океане эта акула обитает от Средиземного моря (в том числе у берегов Марокко) до Канарских островов, у берегов Аргентины , Намибии, изредка встречается у Мавритании, в Гвинейском заливе и, возможно, в Мексиканском заливе. В Индо-Тихоокеанском регионе она распространена в Восточно-Китайском море, у берегов Японии (за исключением Хоккайдо) и на юге-востоке России, в водах южной Австралии (в основном между Сиднеем и Пертом, иногда севернее) и Новой Зеландии, но не дальше островов Кермадек, есть также неподтверждённые данные о том, что эти акулы наблюдались на Сейшельских островах и в Таиландском заливе. В восточной части Тихого океана, узкозубая акула встречается от севера Чили до Перу, а также от Мексики до Калифорнии, в том числе в Калифорнийском заливе. Этот вид обычен для вод Аргентины, Южной Африки, Австралии и Новой Зеландии, в других местах встречается реже. Этих акул часто путают с другими представителями рода Carcharhinus.
Узкозубых акул можно встретить как в зоне прибоя, так и далеко за пределами континентального шельфа в открытом море на глубине 100 м и более. Акулы этого вида часто заходят на мелководье, в том числе в бухты, гавани и на отмели, а также обитают в скалистых районах и у берегов островов. Они терпимо относятся к низкой и меняющейся солёности воды, поэтому могут заходить в устья и низовья крупных рек. Неполовозрелые особи круглый год живут в прибрежных водах на глубине не более 30 м, а взрослые, как правило, находятся в открытом море и регулярно подходят к берегу только весной и летом, когда на мелководье можно наблюдать большие скопления этих акул.
Популяция узкозубых акул в обоих полушариях совершает сезонные миграции следуя изменению температуры, репродуктивному циклу и/или доступности добычи; характер перемещений зависит от пола и возраста.
Взрослые самки и молодь зимуют в субтропиках и в целом с приближением весны переходят в более высокие широты. Беременные самки движутся по направлению к побережью, чтобы принести потомство на мелководье. Взрослые самцы большую часть года остаются в субтропиках, и лишь в конце зимы или весной они перемещаются в более высокие широты, чтобы спариться с родившими самками, покидающими мелководье. Во время миграций отдельные акулы перемещаются на расстояние до 1320 км. Узкозубые акулы их года в год возвращаются в одну и ту же область.

## Образ жизни
Быстрые и активные узкозубые акулы встречаются в одиночку, парами или слабо организованными группами, включающими до сотни особей. Некоторые скопления акул образуются с целью репродукции или вокруг источников пищи. Этот вид может стать жертвой более крупных акул.

### Питание
Этот вид чаще питается в нижней толще воды, чем у поверхности, потребляя головоногих моллюсков, в том числе кальмаров (Loligo sрр.), каракатиц, осьминогов, костистых рыб, таких, как морской петух, камбала, хек, зубатка, ставрида, австралийский лосось, кефаль, морской карась, корюшка, тунец, сардина и анчоус, и хрящевых рыб, в том числе катранов (Squalus spp.), скатов и пилорылов. Головоногие моллюски и хрящевые рыбы более важны для питания акул размером более 2 м. Молодые акулы также потребляют сцифоидных медуз и ракообразных. Узкозубые акулы не нападают на морских млекопитающих, хотя известно, что изредка они поедают трупы дельфинов, которые попались в рыболовные сети. У берегов Африки наиболее важным видом добычи узкозубых акул являются сардины (Sardinops sagax), которые составляют 69—95 % всего их рациона. Каждую зиму стаи узкозубых акул следуют за ходом огромных косяков сардин, перемещающихся вдоль берегов Восточной Капской провинции в Квазулу-Натал. Многомиллионные косяки привлекают множество хищников, в том числе несколько видов акул, среди которых самыми многочисленными являются узкозубые акулы.
Много раз наблюдали за тем, как группы узкозубых акул охотились коллективно. Акулы сбивали косяки рыб в плотный шар, после чего хищницы с открытым ртом по очереди проплывали сквозь него. Преследуя стаи тунцов и более крупную добычу, акулы могут построиться в форме «крыла», чтобы заставить их держаться плотнее, при этом каждая акула нацеливается на определённую рыбу и в свою очередь атакует её. В Ложной бухте (Южная Африка) этот вид акул часто следует за рыболовными судами.

### Размножение
Подобно прочим акулам рода Carcharhinus, узкозубые акулы являются живородящими: после того, как эмбрион исчерпывает запас желтка, пустой желточный мешок превращается в плацентарное соединение, через которое мать обеспечивает питание зародыша. Взрослые самки имеют один функционирующий яичник, расположенный справа, и две функционирующие матки. При спаривании самец в качестве прелюдии кусает самку. В Южном полушарии спаривание происходит с октября по декабрь (весной и в начале лета), когда особи обоих полов перемещаются в высокие широты. Рождение потомства происходит с июня по январь, пик приходится на октябрь и ноябрь.
Самки узкозубых акул приносят потомство на мелководье, как на открытых участках побережья, так и в более защищённых бухтах и заливах. Эти «питомники» снабжают новорождённых акулят обильной пищей, там меньше вероятность попасть в зубы крупным представителям своего вида. Такие питомники есть в Новой Зеландии, в районе Персидского залива, у берегов Австралии, Японии, Южной Африки, Родоса (Греция), Ниццы (Франция) , Марокко, Рио-де-Оро (Западная Сахара), Рио-де-Жанейро (Бразилия), Буэнос-Айреса и Баия-Бланка (Аргентина), Перу, Мексики и залива Сан-Диего.
Самки приносят потомство один раз в два года, в помёте от 7 до 24 акулят, в среднем 15 или 16. Срок беременности составляет 12 месяцев, хотя некоторые данные говорят о 15—21 месячном периоде. Самки узкозубых акул, обитающие у берегов Калифорнии, как правило, рожают меньше акулят, по сравнению с самками, живущими в других частях света. Размер новорождённых составляет 55—67 см Узкозубая акула является одним из самых медленно растущих видов рода Carcharhinus. У берегов Южной Африки самцы достигают половой зрелости при длине 2,0—2,4 м в возрасте 13—19 лет, в то время как самки созревают, достигнув длины 2,3—2,5 м в возрасте 19—20 лет. Максимальная продолжительность жизни составляет не менее 30 лет у самцов и 25 лет у самок.

## Филогенез и эволюция
Первые попытки определить филогенетическое положение узкозубой акулы были основаны на морфологических данных и принесли неоднозначные результаты: в 1982 году Джек Гаррик отнёс вид к роду Carcharhinus (серые акулы), в то время как в 1988 году Леонард Компаньо причислил его к неформальной «переходной группе», в которую также входят черноносая серая акула (Carcharhinus acronotus), мальгашская ночная акула (Carcharhinus melanopterus), Carcharhinus cautus, шёлковая акула (Carcharhinus falciformis) и кубинская ночная акула (Carcharhinus signatus). На основании аллозимного анализа, произведённого в 1992 Гейвином Нейлором, был сделан вывод о том, что ближайшим родственником узкозубой акулы является короткопёрая серая акула (Carcharhinus brevipinna), но вопрос об отношениях с остальными представителями рода Carcharhinus так и не был решён. В реке Пунго в Северной Каролине были найдены ископаемые зубы узкозубых акул эпохи миоцена (23—5,3 миллиона лет), в Тоскане эпохи плиоцена (5,3—2,6 миллиона лет), и в Коста-Меса в Калифорнии эпохи позднего плейстоцена (126,000—12,000 лет).

## Взаимодействие с человеком

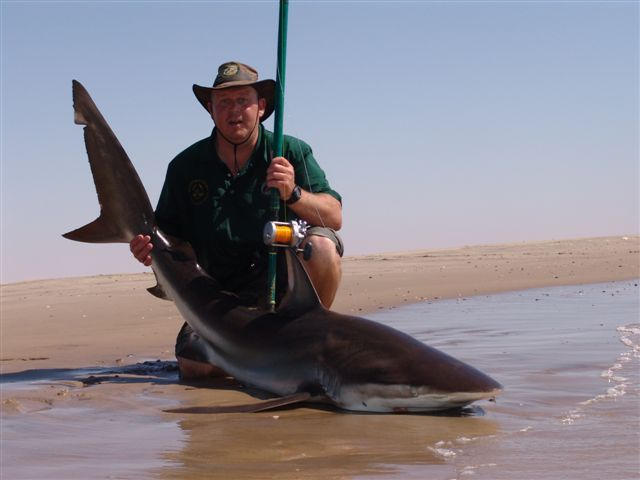
Узкозубая акула — один из популярных объектов ловли в спортивном рыболовстве

Несмотря на крупные размеры и мощь, узкозубая акула не особенно агрессивна по отношению к людям при отсутствии пищи, и, таким образом, не рассматривается как особо опасный для человека вид. Однако зафиксирован случай, когда узкозубая акула атаковала охотника с подводным ружьём, а также покусала в Австралии купальщицу. По состоянию на май 2009 года в International Shark Attack File внесено 33 случая нападения узкозубых акул на людей и лодки, 17 из них были неспровоцированными, ни одно из нападений не было смертельным. Тем не менее, в сентябре 2011 года на западе Австралии атака узкозубой акулы окончилась летально. Как и многие крупные, активные акулы, этот вид плохо приспосабливается к неволе: акулы бьются о стены, в результате получают ссадины, которые воспаляются и приводят к смерти.
У берегов Южной Африки, Бразилии, Уругвая, Аргентины, Мексики, Китая, Новой Зеландии и Австралии узкозубые акулы являются предметом коммерческого рыболовства (хотя и в меньшей степени, чем родственная ей тёмная акула). Этот вид ловится жаберными и донными ярусными сетями и в гораздо меньшей степени донными тралами и пелагическими ярусами. Мясо этих акул используют в пищу. Кроме того, узкозубые акулы популярны среди любителей-рыболовов, в том числе гарпунёров и охотников с подводным ружьём. В Новой Зеландии это наиболее популярный объект спортивного рыболовства из рода Carcharhinus. У берегов Северного острова, куда приплывают рожать беременные самки, их ловят, кольцуют и отпускают. Аналогичная программа существует и в Намибии.

### Меры по сохранению вида
Международный союз охраны природы (МСОП) оценил статус узкозубой акулы во всем мире, как «Близкий к уязвимому положению» (NT), отметив, что длительный период полового созревания и низкий уровень репродуктивного цикла делают этот вид очень восприимчивым к уменьшению численности за счёт рыболовства. На региональном уровне МСОП отмечает, что наименьшие опасения вызывает сохранность узкозубой акулы у берегов Австралии, Новой Зеландии и Южной Африки, где рыболовство, как правило, чётко регулируется; почти все популяции акул каждой из этих трёх стран обитают в рамках исключительных экономических зон (ИЭЗ). Официальная добыча узкозубой акулы в Новой Зеландии неуклонно снижается с максимального уровня в 40 тонн в 1995/96 до 20 тонн 2001/02, хотя неясно, отражает ли это подлинное снижение или изменение порядка рыболовства.